# 변종석
변종석(1933년 7월 28일 ~ 2004년 12월 21일)은 대한민국의 정치인이다. 제32·33대 청원군수를 역임했다.

## 역대 선거 결과
|  | 8.52% |

|  | 57.73% |

|  | 41.21% |